# Hefty Records
Hefty Records is een onafhankelijk Amerikaans platenlabel, waarop onder meer postrock, Intelligent Dance Music, down-tempo, nu-jazz, experimentele muziek en hip-hop uitkomt. Het werd in 1995 opgericht door John Hughes III, Bill Ding en Dan Snazelle en is gevestigd in Chicago.
Het label werd aanvankelijk opgezet om Hughes' muziek uit te brengen, maar intussen is er ook werk op uitgekomen van onder andere Eliot Lipp, Ghosts & Vodka, L'Altra, Phil Ranelin, Telefon Tel Aviv en Spanova.